# 崔占乔
崔占乔（1942年10月—），男，辽宁人，中华人民共和国政治人物、外交官。

## 生平
1965年，进入中华人民共和国外交部工作，先后在外交部办公厅、驻民主德国大使馆、驻法国大使馆、外交部干部司任职。1980年，赴外交学院学习。1992年起，先后在驻巴巴多斯大使馆、外交部干部司、驻新加坡大使馆任职。1993年，任外交部机关工会主席。1996年，任驻美国大使馆参赞。2000年7月，任外交部驻香港特派员公署副特派员。2003年1月，离任回京。

## 家庭
已婚，有二女。